# Pendulum (Creedence Clearwater Revival)
Pendulum è il sesto album in studio dei Creedence Clearwater Revival, pubblicato il 9 dicembre 1970 dalla Fantasy Records. È anche l'ultimo album in cui è presente Tom Fogerty alla chitarra ritmica, il quale abbandonerà i Creedence poco dopo la realizzazione dell'album. Il gruppo continuerà come un trio.

## Il disco
Dopo il successo dei precedenti album, Pendulum fu bollato dalla critica come mezzo passo falso. Il singolo Have you ever seen the rain? però gli fece riscuotere comunque un buon successo.

## Tracce

### Lato uno
Tutte le canzoni sono realizzate da John Fogerty
1. Pagan Baby – 6:25
2. Sailor's Lament – 3:49
3. Chameleon – 3:21
4. Have You Ever Seen the Rain? – 2:40
5. (Wish I Could) Hideaway – 3:47

### Lato due
1. Born to Move – 5:40
2. Hey Tonight – 2:45
3. It's Just a Thought – 3:56
4. Molina – 2:44
5. Rude Awakening #2 – 6:22

## Formazione
- John Fogerty - voce, chitarra, pianoforte, organo, sax
- Tom Fogerty - voce, chitarra ritmica
- Doug Clifford - batteria
- Stu Cook - basso

## Produzione
- John Fogerty - produttore
- Russ Gary, Kevin L. Gray, Steve Hoffman - ingegneri del suono
- Russ Gary - mixing
- Tamaki Beck - mastering supervisor
- Kevin Gray, Steve Hoffman, Shigeo Miyamoto - mastering
- Roberta Ballard - coordinamento produzione
- Marcia McGovern - pre-produzione
- John Fogerty - arrangiatore
- Ed Caraeff, Richard Edlund, Wayne Kimbell - cover
- Richard Edlund, Wayne Kimbell - design
- Joel Selvin - liner notes
- Ed Caraeff, Wayne Kimbell, Baron Wolman - fotografie

## Classifiche

### Classifiche settimanali
| Classifica (1971) | Posizione massima |
| ----------------- | ----------------- |
| Australia         | 1                 |
| Austria           | 3                 |
| Canada            | 2                 |
| Finlandia         | 1                 |
| Francia           | 1                 |
| Germania          | 3                 |
| Italia            | 3                 |
| Norvegia          | 1                 |
| Paesi Bassi       | 2                 |
| Regno Unito       | 8                 |
| Spagna            | 3                 |
| Stati Uniti       | 5                 |

### Classifiche di fine anno
| Classifica (1971) | Posizione |
| ----------------- | --------- |
| Australia         | 9         |
| Germania          | 5         |
| Italia            | 5         |
| Paesi Bassi       | 4         |
| Spagna            | 9         |
| Stati Uniti       | 28        |